# Magnesiocromite
La magnesiocromite (simbolo IMA: Mchr) è un minerale piuttosto raro del supergruppo dello spinello e in particolare degli ossispinelli, nella cui famiglia occupa un posto nel sottogruppo dello spinello; appartiene alla classe minerale degli "ossidi e idrossidi" con composizione chimica MgCr2O4 e quindi, da un punto di vista chimico, è un ossido di magnesio-cromo.

## Etimologia e storia
Il minerale fu scoperto per la prima volta nei pressi di Grochau nel distretto di Ząbkowice Śląskie nel Voivodato della Bassa Slesia (Polonia) e descritto nel 1868 da Georg Max Bock nella sua dissertazione Über einige Schlesische Mineralien, deren Constitution und einige andere analytische Ergebnisse ('Su alcuni minerali della Slesia, la loro costituzione e alcuni altri risultati analitici'), in cui inizialmente lo descrisse come magnocromite. Nel 1910, Alfred Lacroix cambiò il nome nella sua opera Minéralogie de la France et de ses colonies con il termine magnesiocromite, che è ancora valido oggi.
Il campione tipo per la magnesiocromite non è definito.

## Classificazione
Nella Sistematica dei lapis (Lapis-Systematik) di Stefan Weiß al minerale è stato assegnato il sistema nº IV/B.03; ciò corrisponde anche alla classe degli "ossidi con rapporto metallo/ossigeno = 3:4 (spinello di tipo M3O4 e composti correlati)", dove la magnesiocromite insieme a cromite, manganocromite, cocromite, nicromite e zincocromite forma il gruppo degli "spinelli di cromite".
La nona edizione della sistematica minerale di Strunz, valida dal 2001 e aggiornata dall'Associazione Mineralogica Internazionale (IMA) fino al 2009, elenca la magnesiocromite nella classe "4. Ossidi (idrossidi, V[5,6] vanadati, arseniti, antimoniti, bismutiti, solfiti, seleniti, telluriti, iodati)" e nella sottoclasse "4.B Metallo:Ossigeno = 3:4 e simili"; questa è ulteriormente suddivisa in base alla dimensione dei cationi coinvolti, in modo che la magnesiocromite possa essere trovata nella sezione "4.BB Con soltanto cationi di media dimensione" dove insieme a cocromite, cuprospinello, filipstadite, jacobsite, magnesiocoulsonite, nicromite, qandilite, vuorelainenite, zincocromite, cromite, franklinite, gahnite, galaxite, hercynite, magnesioferrite, magnetite, spinello, trevorite, ulvöspinello e coulsonite forma il sistema nº 4.BB.05.
Tale classificazione viene mantenuta invariata anche nell'edizione successiva, proseguita dal database "mindat.org" e chiamata Classificazione Strunz-mindat, con l'aggiunta dei minerali harmunite, wernerkrauseite e deltalumite.
Anche la sistematica dei minerali secondo Dana, che viene utilizzata principalmente nel mondo anglosassone, classifica la magnesiocromite nella classe degli "ossidi e idrossidi" e lì nella sottoclasse degli "ossidi multipli"; qui si trova insieme a cromite, cocromite, manganocromite, nicromite e zincocromite nel "sottogruppo del cromo" con il sistema nº 07.02.03 nell'ambito della suddivisione degli "ossidi multipli (A+B2+)2X4, gruppo dello spinello".

## Chimica
La composizione della magnesiocromite (MgCr3+2O4) contiene il 12,64% di magnesio (Mg) in peso, il 54,08% di cromo (Cr) e il 33,28% di ossigeno (O). Sotto forma di ossido, ciò corrisponde al 20,96% in peso di ossido di magnesio (MgO) e al 79,04% in peso di triossido di dicromo (Cr2O3).
La magnesiocromite forma una fila di cristalli misti con cromite (Fe2+Cr2O4) e spinello (MgAl2O4), motivo per cui nella magnesiocromite naturale parte del magnesio è solitamente sostituito dal ferro e parte del cromo dall'alluminio. Inoltre, sono state misurate impurità inferiori di manganese, titanio, vanadio e nichel in vari campioni di minerali.

## Abito cristallino
La magnesiocromite cristallizza nel sistema cubico nel gruppo spaziale Fd3m (gruppo nº 227) con il parametro del reticolo a = 8,33 Å e 8 unità di formula per cella unitaria.

## Origine e giacitura
La magnesiocromite si forma come minerale accessorio in rocce ultramafiche come dunite, serpentinite, kimberlite, lamproite e komatiite. Occasionalmente, si trova anche sotto forma di fenocristallo nei lamprofiri e nei basalti medio-oceanici. Tra le altre cose, augite, magnetite, pigeonite, olivina e plagioclasio possono presentarsi come minerali di accompagnamento.
Essendo una formazione minerale piuttosto rara, la magnesiocromite può essere abbondante in vari siti, ma nel complesso non è molto comune.
In Italia la magnesiocromite è stata rinvenuta a Montjovet (Val d'Aosta); a Carrodano (Liguria); a Baceno (Piemonte); a Gonnosfanadiga (Sardegna); a Lajatico (Toscana).
In Germania, la magnesiocromite è stata trovata solo in poche località, come la cava di "Clara" vicino a Oberwolfach nel Baden-Württemberg, i cumuli di scorie della fonderia di zinco "Genna" vicino a Letmathe nella Renania Settentrionale-Vestfalia e Schwarzenberg nei Monti Metalliferi in Sassonia. Inoltre, la magnesiocromite è stata rilevata come componente del meteorite "Erxleben", caduto nel 1812 vicino all'omonimo villaggio nel circondario della Börde in Sassonia-Anhalt.
In Austria, il minerale è stato trovato solo in una cava di basalto vicino a Klöch e dalla cava di magnesite di Breitenau am Hochlantsch in Stiria, nonché da un cumulo di scorie dell'impianto minerario di Brixlegg nel Tirolo Settentrionale.
L'unico sito conosciuto in Svizzera è la Val d'Anniviers nel Canton Vallese.
Altre località includono Australia, Cina, Francia, India, Giappone, Canada, Russia, Slovacchia e Stati Uniti.

## Forma in cui si presenta in natura
La magnesiocromite si trova solitamente sotto forma di aggregati minerali granulari o massicci. Raramente, sviluppa anche cristalli ottaedrici e gemelli con superfici cristalline mal formate fino a circa 1,5 mm di dimensione.
Il minerale è generalmente opaco, ma traslucido ai bordi o agli angoli sottili. Le superfici dei cristalli e degli aggregati dal rosso intenso al nero mostrano una lucentezza metallica. In contrasto con il colore della superficie, il colore dello striscio della magnesiocromite va dal grigio scuro al marrone.